# Isodiametra divae
Isodiametra divae är en plattmaskart som först beskrevs av Ernst Marcus 1950.  Isodiametra divae ingår i släktet Isodiametra och familjen Isodiametridae. Inga underarter finns listade i Catalogue of Life.